# Ayntap
Ayntap (in armeno Այնթափ?, fino al 1970 Bayburdabad o Bazakend) è un comune dell'Armenia di 7 660 abitanti (2008) della provincia di Ararat.